# Amo-czʽu
Amo-czʽu (ang. Amo Chhu, także: Torsa-czʽu, Torsa Chhu) – rzeka na obszarze Chin, Bhutanu, Indii i Bangladeszu. Początek bierze w Himalajach, w dolinie Czʽumbi, w południowym Tybecie, na wysokości 7065 m n.p.m. Uchodzi do Brahmaputry. Ważniejszymi dopływami są Kaljani oraz Wang-czʽu. Przepływa m.in. przez miasta Phuntsholing i Koch Bihar.

## Ichtiofauna
Badania prowadzone w latach 2013–2015 potwierdziły występowanie w dorzeczu Amo-czʽu 105 gatunków z 29 rodzin i 9 rzędów ryb. Najliczniej gatunkowo reprezentowana jest rodzina karpiowatych (Cyprinidae),   wśród której stwierdzono występowanie m.in. Labeo rohita, Puntius sophore, Systomus sarana czy Cirrhinus cirrhosu – gatunku narażonego na wyginięcie (kategoria VU) według Międzynarodowej Unii Ochrony Przyrody. Oprócz tego potwierdzono obecność m.in. dwóch gatunków z rodziny śledziowatych (Clupeidae) – Gudusia chapra, Tenualosa ilisha, dwóch gatunków z rodziny brzeszczotkowatych (Notopteridae) – brzeszczotka azjatyckiego, brzeszczotka czarnoplamego oraz gatunku z rodziny żmijakowatych (Ophichthidae) – Pisodonophis boro.